# Liste von Parkanlagen in Köln
Die Liste von Parkanlagen in Köln nennt Parkanlagen und andere Grünflächen in Köln.

## Geschichte
Als einst größte Stadt Deutschlands besaß bereits das mittelalterliche Köln innerhalb seiner historischen Stadtmauern aufgrund des damals stark florierenden Weingeschäftes viele landwirtschaftlich genutzte Flächen, die sich vor allem in den damaligen Kölner Weingärten befanden. Im Zuge der sich stetig verdichtenden Stadt durch die voranschreitende Bebauung in der späten Neuzeit verschwanden diese innerstädtischen Grünflächen allerdings nach und nach.
Erst durch die sogenannten Niederlegung der Mauern – also dem Abbruch der historischen Stadtmauern – begann mit dem Bau der nun vielfach begrünten Ringstraßen wie z. B. die sog. „Kölner Ringe“ und der gleichzeitigen Schaffung von beleuchteten Straßen auch wieder die Entstehung begrünter innerstädtischer Plätze als attraktive Grüninseln in der Stadt. Ein prägnantes Beispiel hierfür ist der heutige Rathenauplatz in der Neustadt-Süd. Letztlich schaffte aber erst die nahezu vollständige Umwandlung der mittelalterlichen Stadtmauern in ein geplantes System von Grünanlagen in der nunmehr bereits industrialisierten Stadt wieder nennenswerte Grünflächen.
Dieses solchermaßen systematisch geplante System von Grünflächen wird auch heute noch akribisch weiterentwickelt. So sollen zum Beispiel die stadtplanerisch gestalteten Radialen, wie dies auch beim Lindenthaler Kanal gegeben ist, nach dem aktuellen städtebaulichen Projekt im Rahmen der sogenannten Regionale 2010 in gewissen Grundzügen über den äußeren Grüngürtel hinaus weitergeführt werden. Für diesen neuen Planungsbereich hat sich bisher in Anlehnung an die historischen Planungen der beiden bereits bestehenden Kölner Grüngürtel zunächst vorläufig der Begriff des Dritten Grüngürtel(s) herausentwickelt. Im Wesentlichen umfasst dieses zukünftige Planungsgebiet in größeren Teilen Bereiche des Naturparks Rheinland in der Region. Analog zu dem von dem renommierten Architekten Albert Speer junior im Jahr 2008 entworfenen sogenannten Masterplan für Köln wurde bereits im Jahr 2012 maßgeblich unter Beteiligung von weiteren namhaften Landschaftsarchitekten und der Stadt Köln selbst die Erhaltung und Wiederherstellung des Kölner Grünsystems maßgeblich vorangetrieben. Unter dem Projektnamen Grüngürtel: Impuls 2012 wurde über die Ausweitung der Grünflächen hinaus auch ein Generalplan für die Sanierung des gesamten Grünsystems in Angriff genommen, der mit entsprechender Bürgerbeteiligung im Einzelnen nun konkret entwickelt und durchgeführt werden soll.
Da die Stadt Köln – wie dies auch in anderen Städten vielfach der Fall ist – allein die stets aufwendige Pflege der Grünflächen nicht mehr vollständig in wünschenswerter bzw. geeigneter Form durchführen kann, haben sich bei einzelnen und insbesondere bedeutenderen Parks bzw. Grünflächen Bürgerinitiativen gebildet, die sich für den weiteren Erhalt und in nennenswerten Teilen auch für die laufende Pflege der Parks engagieren. Als wichtigste und insbesondere übergreifende Initiativen sind hier z. B. die Lokalgruppe für Köln des Rheinischen Vereins für Denkmalpflege und Landschaftsschutz und die Kölner Grün Stiftung zu nennen.

## Großparkanlagen

### Kölner Grünsystem

#### InnererGrüngürtel
- Flora[1]
- Lis-Böhle-Park
- Hilde-Domin-Park mit dem Rosengarten der Stadt Köln
- Lohsepark
- Herkulesberg
- Theodor-Heuss-Ring
- Hansaplatz
- Klingelpützpark, 2,0 ha
- Stadtgarten
- Aachener Weiher, 4,0 ha
- Hiroshima-Nagasaki-Park
- Volksgarten, 13,9 ha
- Römerpark (mit Eierplätzchen), 2,05 ha
- Friedenspark, 4,5 ha

#### ÄußererGrüngürtel

##### Linksrheinisches Stadtgebiet
- Landschaftspark Belvedere, 300 ha[2]
- Decksteiner Weiher
- Beethovenpark, 40,4 ha
- Klettenbergpark
- Forstbotanischer Garten, 25,0 ha
- Friedenswald, 20,0 ha

##### Rechtsrheinisches Stadtgebiet
- Merheimer Heide, 150,0 ha
- Humboldtpark, 2,2 ha
- Gremberger Wäldchen, 73,0 ha
- Dünnwalder Wald (mit Wildpark Dünnwald), 410,0 ha

#### „Dritter“Grüngürtel / Naturpark Rheinland
- Naturschutzgebiet Köln-Meschenich im Naturpark Rheinland

### Bürgerpark Nord

#### Grünzug Nord
- Mediapark[3]
- August-Sander-Park

#### Blücherpark
- Blücherpark

### Lindenthaler Kanal
- Lindenthaler Kanal[4]

### Stadtwald Köln
- Kölner Stadtwald (mit Tierpark Lindenthal und Arboretum[5]) , 205,3 ha[6]

### Grünzug Süd
- Vorgebirgspark, 13,9 ha [7]
- Fritz-Encke-Volkspark, 27,0 ha

### Sonstige Großparkanlagen am Rhein

#### Linksrheinisches Stadtgebiet
- Rheingarten

#### Rechtsrheinisches Stadtgebiet
- Rheinpark (mit Kölner Jugendpark), 93,0 ha
- Poller Wiesen

## Kleinere Parkanlagen

### Linksrheinisches Stadtgebiet
- Olof-Palme-Park, 6,5 ha (Köln-Chorweiler)
- Nordpark, 6,8 ha (Köln-Niehl)
- Johannes-Giesberts-Park (Köln-Nippes)
- Leipziger Platz (Köln-Nippes)
- Weidenpescher Park (Köln-Weidenpesch)
- Park der Menschenrechte (Köln-Lindenthal)
- Max-Dietlein-Park (Köln-Altstadt-Süd)
- Trude-Herr-Park (Köln-Altstadt-Süd)
- Ubierringpark (Köln-Neustadt-Süd)
- Parkanlagen entlang des Sachensrings (Köln-Neustadt-Süd)
- Parkanlagen entlang der Straße Rotgerberbach (Köln-Neustadt-Süd)
- Mathiaskirchplatz (Köln-Bayenthal)
- ehem. Bayenthaler Friedhof[8] (Köln-Raderthal)
- Südpark, 4,65 ha (Köln-Marienburg)
- Josef Scahrtz-Anlage (Köln-Altstadt-Süd)
- Willy-Millowitsch-Platz (Köln-Innenstadt)

### Rechtsrheinisches Stadtgebiet
- Mülheimer Stadtgarten, 7,4 ha (Köln-Mülheim)
- Schlosspark Stammheim (Köln-Stammheim)

## Medien
- Rheinhard Zeese: Historische Parks und öffentliche Gärten in Köln 1801 bis 1932, CD, LEB – Brühl, 2007